# Agullent (kommunhuvudort)
Agullent är en kommunhuvudort i Spanien.   Den ligger i provinsen Província de València och regionen Valencia, i den östra delen av landet, 300 km sydost om huvudstaden Madrid. Agullent ligger 410 meter över havet och antalet invånare är 2 352.
Terrängen runt Agullent är kuperad åt sydväst, men åt nordost är den platt. Terrängen runt Agullent sluttar norrut. Runt Agullent är det ganska tätbefolkat, med 207 invånare per kvadratkilometer. Närmaste större samhälle är Ontinyent, 5,0 km väster om Agullent. 